# Madahoplia terminalis
Madahoplia terminalis är en skalbaggsart som beskrevs av Leon Fairmaire 1901. Madahoplia terminalis ingår i släktet Madahoplia och familjen Melolonthidae. Inga underarter finns listade i Catalogue of Life.